# Pandolfo VI di Capua
Pandolfo VI di Capua, anche Pandolfo V secondo una numerazione alternativa, (... – 1057), fu principe di Capua dal 1050 al 1057.

## Biografia
Pandolfo VI, figlio del principe di Capua Pandolfo IV, fu associato al trono da suo padre nel 1020. Dopo la deposizione di suo padre e la sua successiva restaurazione ritornò al potere, associando a sua volta il figlio Landolfo VIII. Nel 1050, alla morte di Pandolfo IV, gli succedette come principe di Capua, assieme a Landolfo VIII. Morì sette anni dopo, nel 1057.

## Discendenza
Pandolfo VI ebbe due figli:
- Landolfo VIII di Capua (… - dopo il 1062).
- Adelgrima (… - dopo il 1096) sposò de Rainaldo, conte di Marsi.